# Atlautla de Victoria
Atlautla (del náhuatl: atlautli, tla ‘barranca, abundancia’‘Donde abundan las barrancas’) denominada oficialmente Atlautla de Victoria es una población mexicana del Estado de México, localizada en su sector oriental, se encuentra a 70 km de la Ciudad de México y es cabecera del municipio del mismo nombre.

## Etimología
Antes llamado Atluhtlán, de origen náhuatl. El nombre proviene de dos vocablos: atlautli, barranca y tla, abundancia por lo que significa: Lugar donde abundan las barrancas o Lugar barrancoso.

## Clima
Esta municipalidad tiene tres climas diferentes a saber: clima templado al norte, semifrio que abarca la mayor parte del municipio, desde el parque nacional Ixta-popo hasta las faldas del volcán Popocatépetl. La temperatura media es de 14.1 °C, máxima 21.7 °C y mínima de 0.0 °C.

## Hidrografía
Al estar rodeado de cerros este municipio solía tener una gran riqueza en sus recursos acuíferos, entre sus ríos destacaba el Nexpayantla. Sin embargo todos sus cuerpos de agua han sido entubados para abastecer del líquido a este y otros municipios cercanos.

## Fauna
La fauna es variada, hay desde coyotes, gato montés, tejón, conejos. Estos animales están en vía de extinción, desde hace 20 años desapareció el venado de cola blanca, la zorra, tlalcoyote, teporingo y el puma. El armadillo y el tlacuache ya se están perdiendo.
Entre los pájaros finos ya desapareció el cenzontle, la mirla, el jilguero, el canario y el cuitlacoche. Sólo quedan algunos gorriones y otros pájaros corrientes.

## Historia
El 19 de septiembre de 2017, Atlautla fue severamente golpeada por el terremoto de 7.2 grados intensidad registrado en México ese día, causando numerosos daños en la infraestructura, aunque sin pérdida humanas.
Atlautla cuenta con construcciones históricas representativas del municipio:
•Parroquia de San Miguel Arcángel 
•Casa de Porfirio Díaz 
Así como una fiesta patronal representativa de la parroquia, en conmemoración a San Miguel Arcángel